# ファロン・ヘンリー
ファロン・ヘンリー（Fallon Henley、1994年9月25日 - ）は、アメリカ合衆国フロリダ州タンパ出身のプロレスラー。現在はNXT所属。
本名はセラサ・シュースラー（Theresa Schuessler）。旧リングネームにテシャ・プライス（Tesha Price）、テニラ・プライス（Tenilla Price）がある。

## 来歴
2017年6月24日にテシャ・プライスというリングネームでデビュー。12月16日、シャイン47でシャイン王座を決定するバトルロイヤルに参加した。その日の夜、ダイナマイト・ディディ、キョウコ、ロビン・リードとの4ウェイマッチに出場したが、ディディが優勝した。7月25日、リングネームをテニラ・プライスと改名し、レイシー・エヴァンスに試合を挑んだが、敗北。8月8日に開催されたダークマッチでブリット・ベイカーに敗れた。2020年11月6日のAEWダークでビッグ スウォールとの試合を挑んだが、敗北。12月9日のダイナマイトではアバドンに敗れた。2021年、リングネームをファロン・ヘンリーでWWEに戻り、その夜、ダイヤモンド・マインに攻撃される前にジョー・ゲイシーに直面した。NXT女子王座戦を決めるニュー・イヤーズ・エヴィルでは、キアナ・ジェームスがヘンリーをアシストしたが、アルバ・ファイアに脱落させられた。NXTベンジェンス・デイで、カタナ・チャンスとケイデン・カーターと対戦し、ジェームスとチームを組み、試合に勝利した。これにより、NXT女子タッグチーム王座となった。
2024年10月、ハロウィーン・ハヴォックでケラニ・ジョーダンを破り、NXT女子北米王座を初戴冠。
2025年2月、ヴェンジェンス・デイでステファニー・バッケルを相手に防衛戦を行うがピンフォール負けし、NXT女子北米王座から陥落した。

## 得意技

### フィニッシュ・ホールド
シャイニング・ウィザード
マット上で片膝立ちしている相手に対し、その片脚を踏み台にして相手の膝上に乗り上がり、すぐさま相手の頭部・顔面を狙って膝蹴りを繰り出すというもの。
ランニング・フェイスバスター
フェイス・クラッシャーと同様に相手を顔面からマットに叩きつける技である。
シングル・レジェンド・ドロップキック
膝をついている相手にドロップキックを加える。

### 打撃技
エルボー
バック・エルボー
コーナー・スーパーマンパンチ
クローズライン
リップコード・クローズライン
ランニング・ブルドッグ
スライディング・スッカー・パンチ

### フォール技
スクールガール
バックスライド
スモール・パッケージホールド
ジャックナイフ・ホールド
メキシカン・ローリング・クラッチ・ホールド
立ち状態の相手に対し、肩車のように相手の肩の上に乗り、そのまま前転。相手を倒しつつ、相手の股を潜りざまに手で相手の両脚をつかんでエビに固める。入り方としては、相手の背後から跳び箱の形で肩の上に乗ることが多い。
ハリケーン・ラナ

## 入場曲
- Saddle Up 現在使用中
- Brothers In Almas